# Hornsby, Tennessee
Hornsby är en ort i Hardeman County i delstaten Tennessee, USA.